# Брукленд — Си-Ю-Эй
Брукленд — Си-Ю-Эй (англ. Brookland–CUA) — открытая наземная станция Вашингтонгского метро на Красной линии. Она представлена одной островной платформой. Станция обслуживается Washington Metropolitan Area Transit Authority. Расположена в районе Брукленд между Мичиган-авеню, Монро-стрит и 9-й улицей, Северо-Восточный квадрант Вашингтона.
Пассажиропоток — 1.964 млн. (на 2010 год) .
Поблизости к станции расположены Католический университет Америки, Университет Тринити Вашингтон, Базилика непорочного зачатия, несколько библиотек.
Станция была открыта 3 февраля 1978 года.
Первые два года станция носила название Брукленд, затем в 1979 году была переименована на нынешнее название. Название станции происходит от района Брукленд и Американского католического университета (название которого у станции применяется в виде аббревиатуры Си-Ю-Эй — англ. CUA).

## Режим работы
Отправление первого поезда в направлении:
- ст. Шейди-Гроув — 7:17
- ст. Гленмонт — 7:46

Отправление последнего поезда в направлении:
- ст. Шейди-Гроув — 2:37
- ст. Гленмонт — 3:16